# Buck Shaw Stadium
Das Buck Shaw Stadium ist ein Fußballstadion in Santa Clara, Kalifornien. Es liegt auf dem Campus der Santa Clara University. Das Stadion beheimatet die Fußballmannschaften der Santa Clara Broncos und wurde früher auch für die Football- und Baseballmannschaften der University genutzt. Die Footballmannschaft wurde 2005 aufgelöst und das Baseballteam spielt nun im Stephen Schott Stadium, welches sich ebenfalls auf dem Universitätsgelände befindet.

## Geschichte
Am 22. September 1962 wurde das Buck Shaw Stadium eröffnet. An diesem Tag traf die American-Football-Mannschaft der University of California, Davis auf die der Santa Clara University. Benannt wurde das Stadion nach Lawrence T. „Buck“ Shaw, einem ehemaligen American-Football-Trainer der Universitätsmannschaft.
Bei der Fußball-Weltmeisterschaft 1994 wurde das Stadion als Trainingsort von der brasilianischen Fußballnationalmannschaft genutzt.
Von 2008 bis 2014 trugen die San José Earthquakes ihre Heimspiele in der Major League Soccer (MLS) im Buck Shaw aus. Ab 2015 werden die Earthquakes in das neugebaute Earthquakes Stadium mit 18.000 Plätzen antreten.